# Globe Coburg

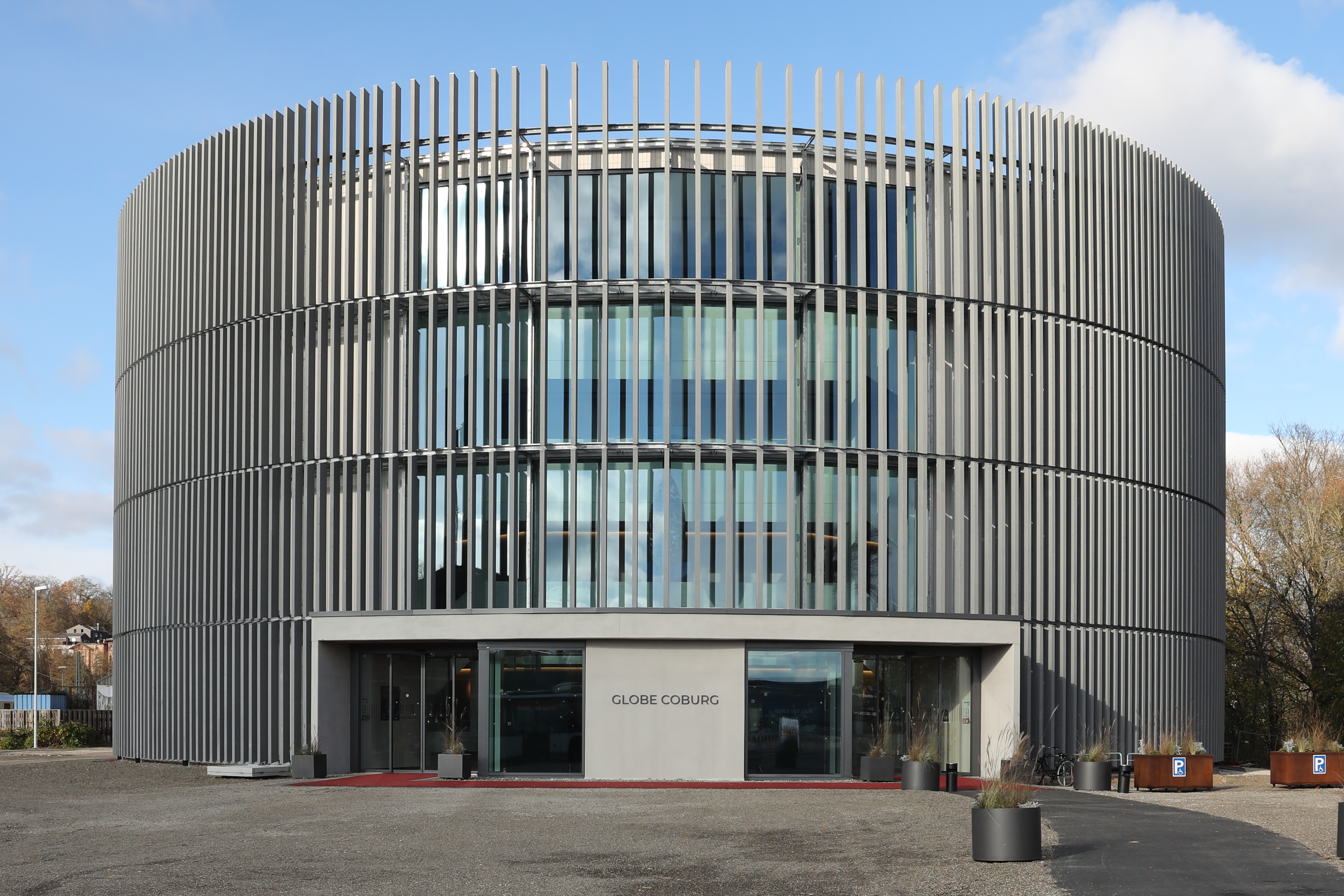
Haupthaus des Globe Coburg

Das Globe Coburg ist eine Ersatzspielstätte des Coburger Landestheaters für den mehrjährigen Zeitraum der Umbau- und Sanierungsmaßnahmen des historischen Großen Hauses. Es besteht aus einem Rundtheater und drei Nebengebäuden. Es soll auch als Multifunktionsgebäude für Kultur- und Bildungsveranstaltungen genutzt werden. Die Eröffnung des Globe auf dem Gelände des ehemaligen Coburger Güterbahnhofs war am 6. Oktober 2023.

## Geschichte
Seit Anfang der 2010er Jahre wurde eine Generalsanierung des Hauptgebäudes des Coburger Landestheaters angestrebt. Als Ausweichspielstätte wurde 2016 die Angersporthalle vorgesehen, die allerdings für etwa geschätzte 7 Millionen Euro umzubauen war. Als Alternative brachte die Hochschule Coburg den Vorschlag einer temporären Ausweichspielstätte in modularer Holz-Leichtbauweise auf dem Schlossplatz ein, die einfach demontierbar sein sollte. Die Gestaltung sollte als runde Spielstätte in Anlehnung an das Londoner Globe Theatre, beruhend auf einer Entwurfsidee der Architekturstudenten Isabell Stengel und Anders Macht, erfolgen.
Ursprünglich hatte der Freistaat Bayern für die Interimsspielstätte, die nach Abschluss der Sanierungsarbeiten abgerissen werden musste, 75 Prozent Förderung zugesagt. Diese wurde Anfang 2018 in einen Zuschuss in Höhe von zehn Millionen Euro für einen permanenten Ersatzbau umgewandelt. Das war die finanzielle Grundlage für eine Übergangsspielstätte in Form des Globe Theatre am südlichen Ende auf dem Gelände des ehemaligen Güterbahnhofs an der Itz. Unterstützt wurde das Projekt mit Zuschüssen von jeweils einer Million Euro durch die drei größten Coburger Unternehmen Brose Fahrzeugteile, HUK Coburg und Kaeser Kompressoren. Diese gründeten Anfang 2017 die Gesellschaft Globe Coburg GmbH, die die Entwurfs- und Genehmigungsplanungen für das Interimstheater beauftragte. Die Globe GmbH übergab der Stadt Coburg als Spende die Genehmigungsplanung im Rahmen der Bauantragstellung am 6. Juni 2019. Die Stadt schrieb die Ausführungsplanungen und die Bauleistungen auf Basis dieser Unterlagen aus.
Mit der Entwurfsplanung des Rundbaus, der sowohl Schauspiel, Tanz- und Musiktheater ermöglichen soll, beauftragte die Globe Coburg GmbH Mitte 2018 den Weitramsdorfer Architekten Karl-Heinz Glodschei. Für die Funktionsräume (Büros, Künstlergarderoben, Probenräume) des Landestheaters sind außerdem drei rechteckige, zweigeschossige Nebengebäude vorgesehen.
Die Kosten wurden Ende 2018 inklusive der Außenanlagen auf 23,9 Millionen Euro geschätzt. Im Sommer 2021 sollte das Globe-Theater fertiggestellt sein. Ende 2019 wurde bekannt, dass sich die Fertigstellung auf September 2022 verschob, was eine erneute Verlängerung der Betriebsgenehmigung des Haupthauses erforderlich machte, und mit Kosten von 30 Millionen Euro gerechnet wurde, von denen 10 Millionen Euro der Freistaat Bayern trägt. Baubeginn sollte Juli 2020 sein.
Anfang 2020 beauftragte die Stadt Coburg das Coburger Architekturbüro Eichhorn, das Berliner Architekturbüro Kaden + Lager sowie das Stuttgarter Architekturbüro kappes ipg mit der Objektplanung (Leistungsphase 5 bis 9) und der Projektsteuerung. Den Auftrag für die Tragwerks- und Brandschutzplanung (Leistungsphase 5 bis 9) erhielt die Coburger Ingenieurgruppe Knörnschild & Kollegen, die zuvor auch die Leistungsphase 1 bis 4 bearbeitet hatte. Die technische Gebäudeausrüstung plant die Nürnberger Helfrich Ingenieure Projektierungsgesellschaft.
Am 28. Mai 2020 fasste der neu gewählte Stadtrat einstimmig den Grundsatzbeschluss, an der Verwirklichung des Globe-Theaters mit drei Nebengebäuden am ehemaligen Güterbahnhof festzuhalten. Für das Globe-Theater selbst waren Kosten von 24,175 Millionen Euro veranschlagt. Die Außenanlagen wurden mit 3,57 Millionen Euro kalkuliert, die „Effektbeleuchtung“ mit 366.000 Euro, die „Erlebbarkeit der Itz“ mit 1,5 Millionen Euro, die Baunebenkosten mit 3,95 Millionen Euro, die Eigenleistung des städtischen Hochbauamts mit 250.000 Euro.
Die Erd- und Rohbauarbeiten wurden für rund 4 Millionen Euro netto vergeben. Der Auftragswert der Holzbauarbeiten, einschließlich der Werkstattplanung und begleitenden Maßnahmen wie Dachabdichtungen, beträgt rund 6 Millionen Euro.
Der symbolische Spatenstich fand am 21. Oktober 2020 statt. Zur Sicherung der Baugrube wurde im Dezember 2020 eine überschnittene, kreisförmige Bohrpfahlwand mit 172 Schnecken-Ortbeton-Pfählen hergestellt. Zur Baugrundverbesserung wurden unter den Streifenfundamenten der Nebengebäude Trockenmörtelsäulen nach dem Coplan-Stabilisierungs-Verfahren (CSV-Säulen) eingebaut. Anfang Juli 2021 war das Kellergeschoss fertig gestellt und es begann die Montage der Holzkonstruktion.
Die feingliedrige, hölzerne Lamellenfassade benötigt einen Schutzanstrich gegen die Witterungseinflüsse, der etwa alle 15 Jahre zu erneuern ist. Da das verwendete Fichtenholz auch mit einer hellen Lasur mit der Zeit nachdunkelt und zusätzlich durch Staub verschmutzt, schlug der Ausführungsarchitekt im Frühjahr 2021 der Stadt Coburg eine witterungsbeständige graue Lasur vor. Die Stadt entschied sich für ein dunkles Grau. Die Globe Coburg GmbH und der Entwurfsarchitekt, dessen Planung eine hellfarbige Fassade vorsah, waren mit der Änderung nicht einverstanden.
Das für den 1. Dezember 2021 angesetzte offizielle Richtfest wurde coronabedingt abgesagt.
Ende April 2022 wurde bekannt, dass das Unternehmen, das die Bühnentechnik installieren sollte, einen Insolvenzantrag gestellt hatte. Der vorgesehene Fertigstellungstermin Ende Oktober 2022 konnte daher nicht eingehalten werden. Als neuer Termin ist der Start der Spielsaison 2023/24 vorgesehen. Im Juli 2022 informierte der Leiter des städtischen Hochbauamts die Stadträte, dass die Anschlüsse für Ver- und Entsorgung, die Beseitigung von Altlasten, gestiegene Materialkosten, die Zahlungsunfähigkeit eines am Bau beteiligten Unternehmens, ein weiteres Gutachten und zusätzliche Bauleistungen aus der Planungsfortschreibung die Baukosten (ohne Außenanlagen) auf 35,5 Millionen Euro erhöht haben. Anfang Oktober 2023 teilte die Stadt Coburg mit, dass das Globe mit seinen Nebengebäuden und Außenanlagen mehr als 40 Millionen Euro kostet. Aufgrund der deutlich gestiegenen Kosten wurde das Globe 2024 im Schwarzbuch des Bundes der Steuerzahler Deutschland aufgenommen.
Mit einer Gala wurde das Globe am 6. Oktober 2023 eröffnet. Am 7. Oktober 2023 folgte ein Tag der offenen Tür.

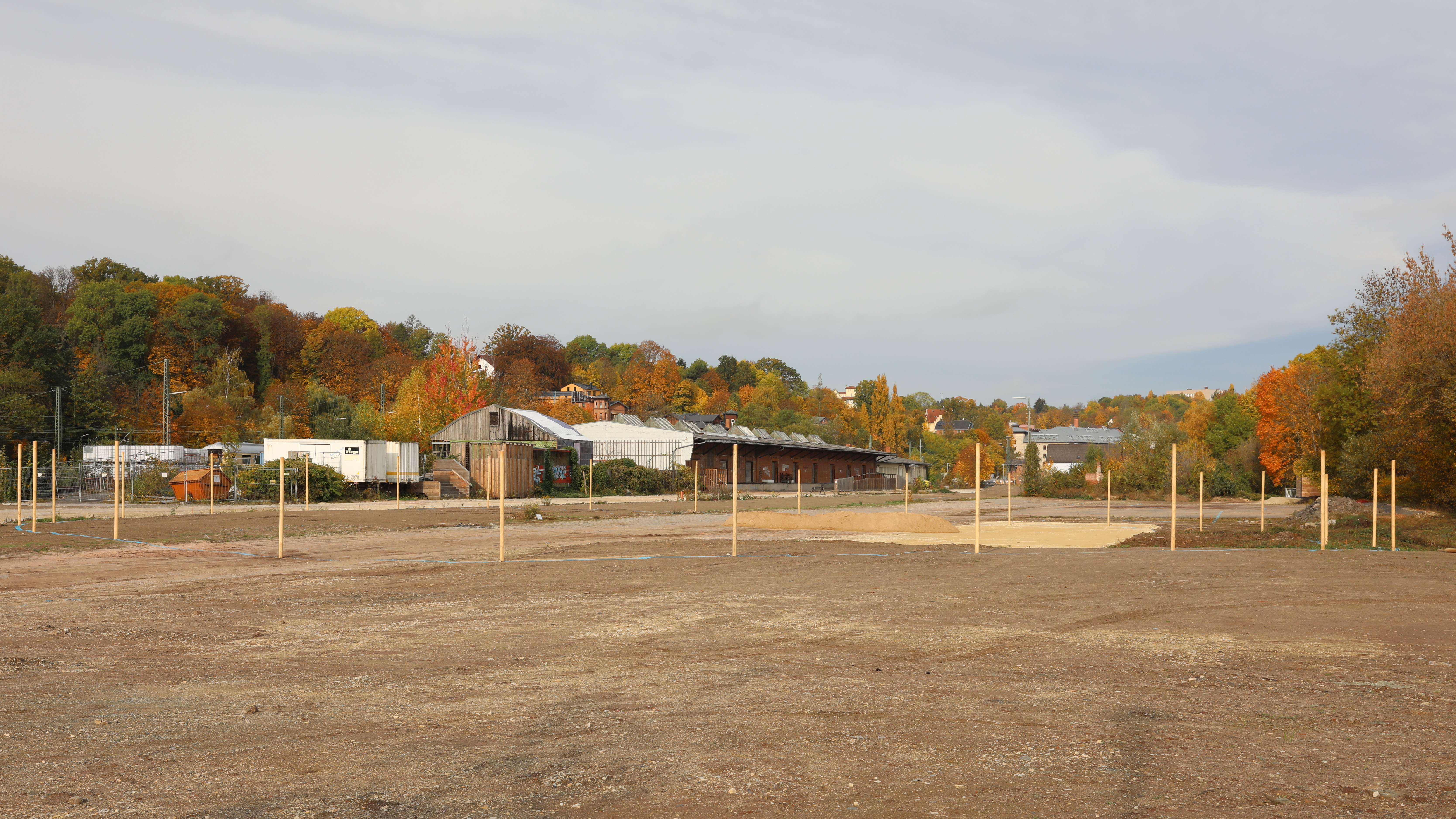
Baufeld, Oktober 2020
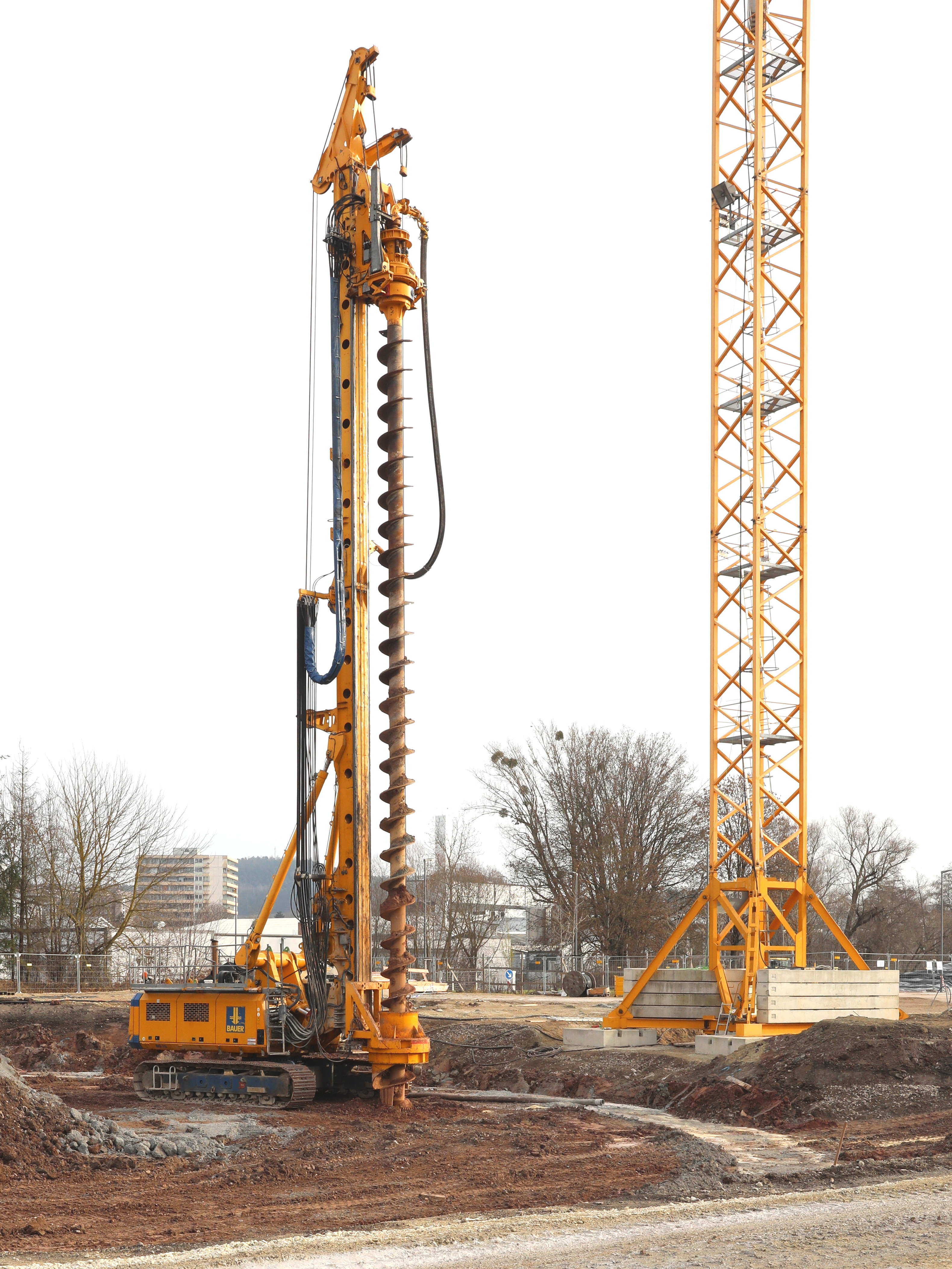
Bohrgerät mit Endlosschnecke für die Bohrpfahlwand
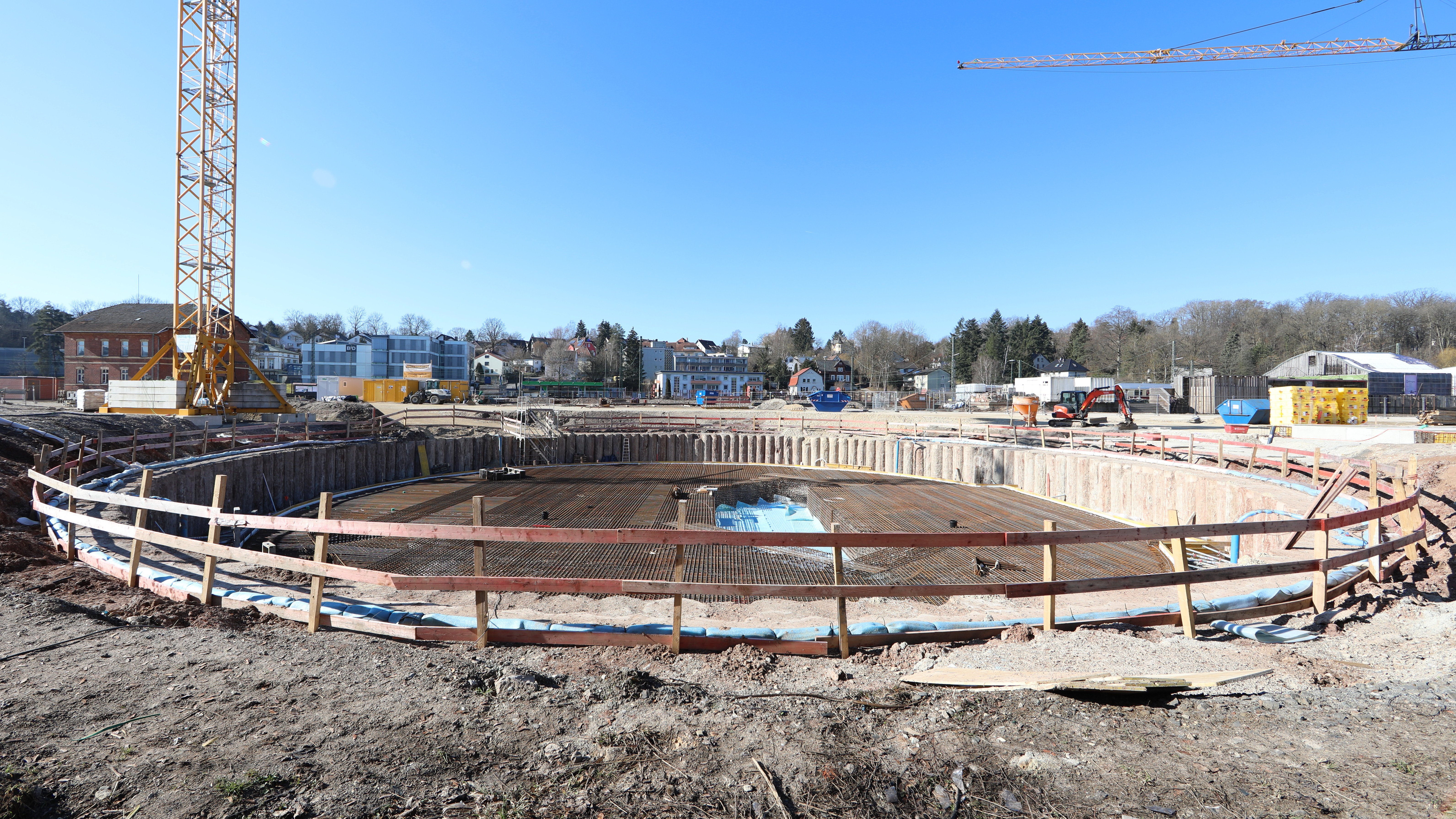
Bewehrte Bodenplatte, März 2021
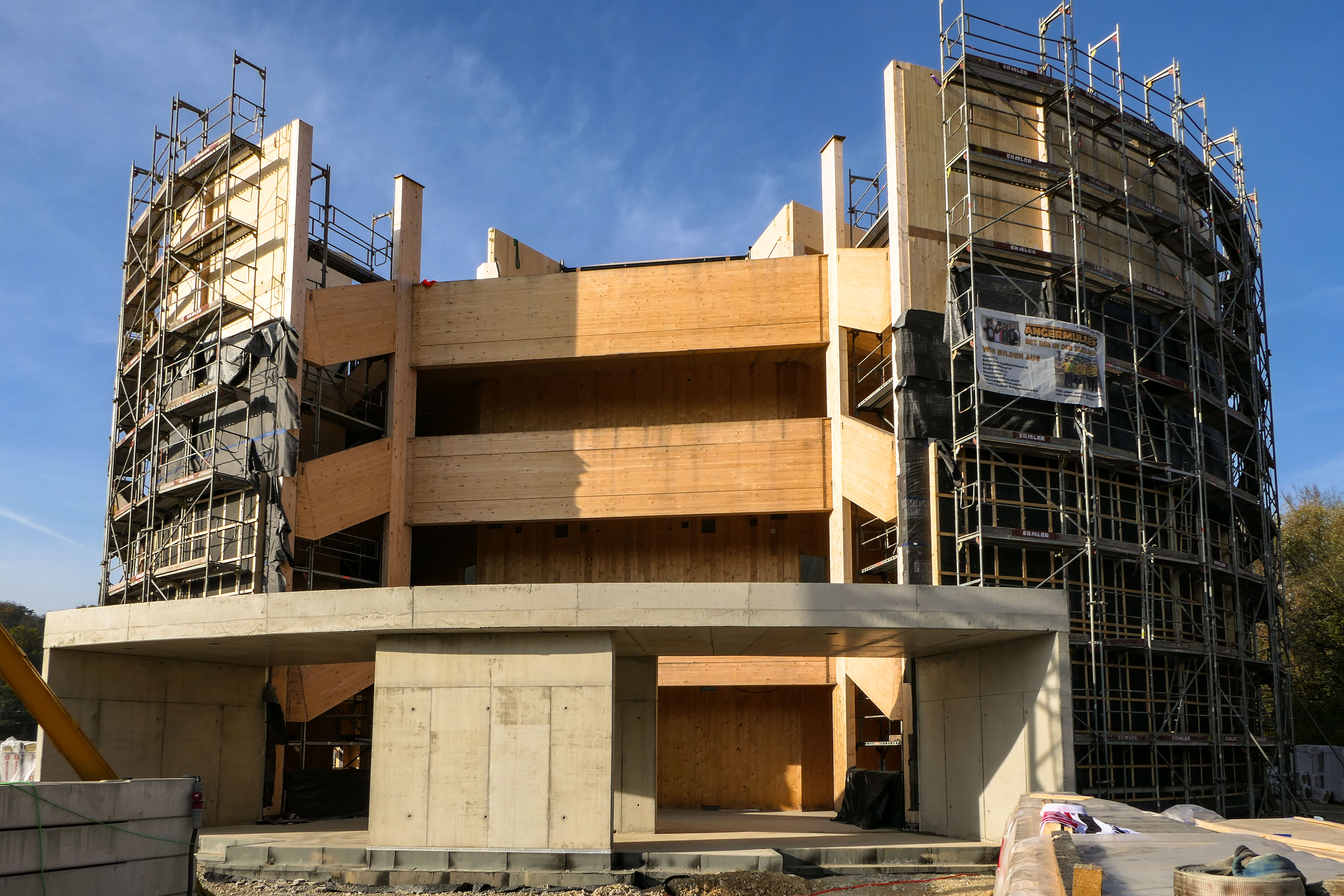
Baufortschritt, Oktober 2021
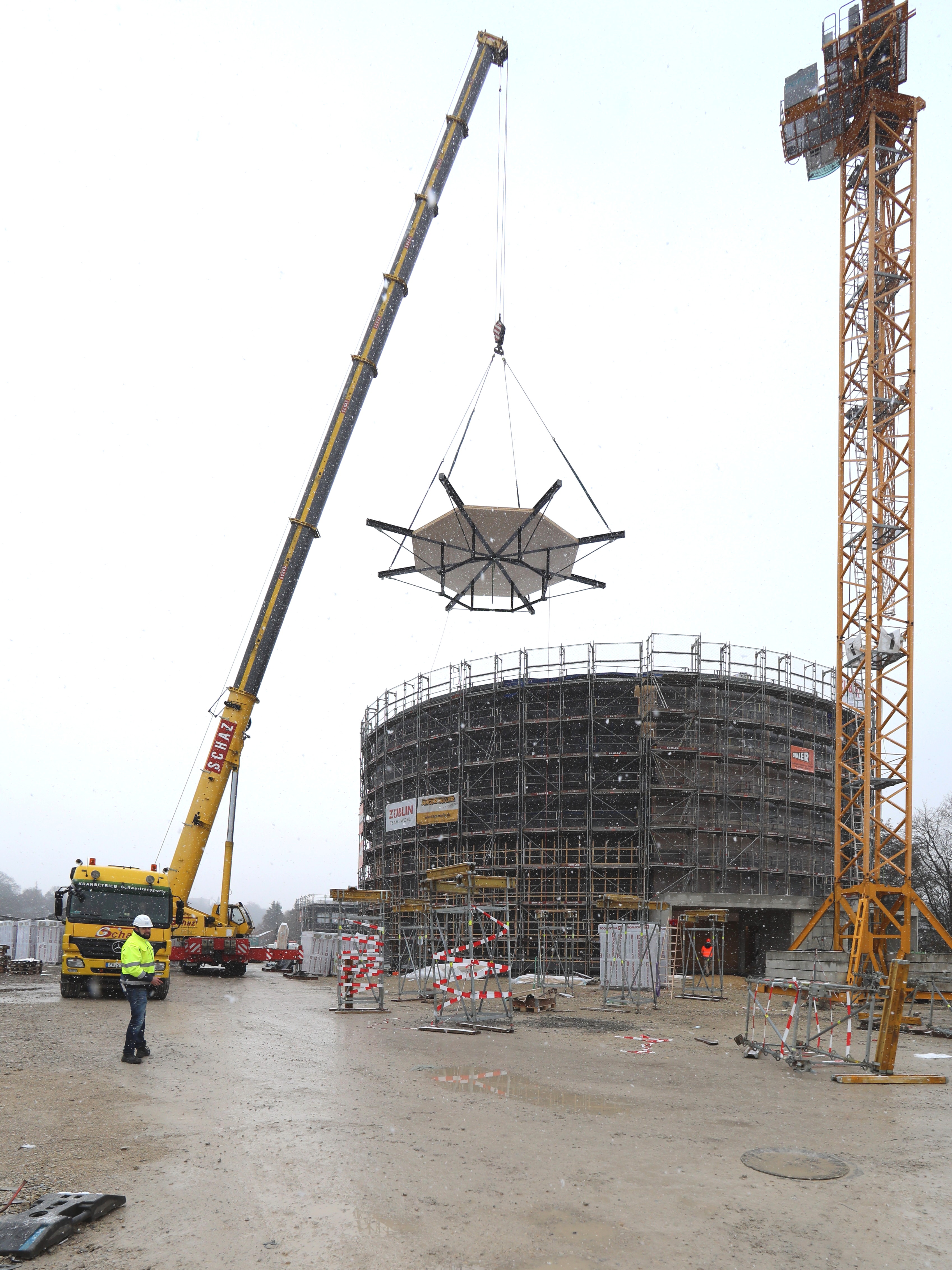
Montage der Decke über dem Zuschauersaal, November 2021
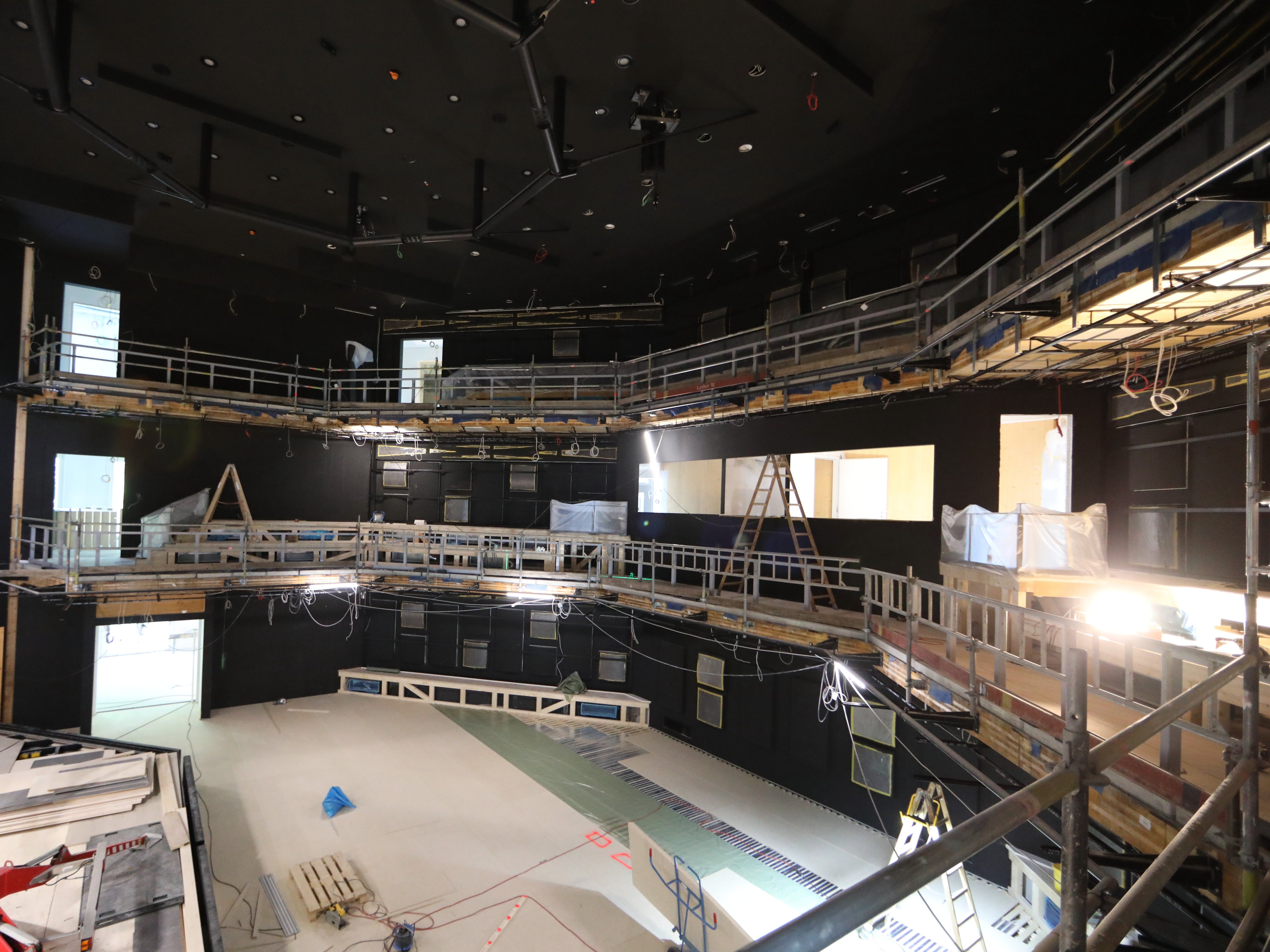
Zuschauerraum, April 2023

## Architektur und Tragwerk
Das Hauptgebäude, ein viergeschossiger, runder Baukörper, hat 1020 Quadratmeter Grundfläche. Die Holzkonstruktion ist 18 Meter hoch und besitzt einen Durchmesser von 36 Metern. Zusätzlich ist ein massives Untergeschoss vorhanden. Der Innenraum mit seinen drei Ebenen bietet 407 Sitzplätze bei Opern- und Musiktheateraufführungen und 487 Sitzplätze bei einer Schauspielaufführung. Die Sitze im Erdgeschoss können entfernt werden um im Parkett mehr Fläche zu gewinnen. Dann sind 567 Plätze möglich. Außerdem sind ein 5,5 m tiefer Orchestergraben mit einem Hubboden und eine Drehbühne vorhanden. Die Bühne ist etwa 13 mal 10 m groß.
Das Kellergeschoss des Globe mit seinen 30 cm dicken Außenwänden und einer 50 cm dicken Bodenplatte ist eine WU-Wanne mit einer Frischbetonverbundfolie. Das Erdgeschoss und die folgenden drei Etagen sind Holzkonstruktionen, die durch zwei Stahlbetontreppenhäuser ausgesteift werden. Rund 1450 m² Obergeschossdecken des Rundbaus wurden als Brettsperrholz-Beton-Verbundelemente ausgeführt. In den zwei unteren Etagen dienen sie als Zuschauerränge und kragen bis zu 4 m aus. Das dritte Geschoss hat einen Innenhof über dem Theatersaal, der von einer unterspannten Stahlkonstruktion getragen wird. Das ringförmige Dach besitzt einen Druck-Zugring als statisches System. Dabei stützt ein Druckring das polygonale, nach innen kragende Dachtragwerk.
Eine markante Holzfassade mit 2000 m² Fläche und vertikalen Lamellen aus Brettschichtholz kennzeichnen das Bühnenhaus und die drei Nebengebäude. Zwei davon werden die Büros der Intendanz und der Theatertechnik sowie Requisiten aufnehmen und eines wird im Umfeld der Kulturwirtschaft in Weiterentwicklung der Designwerkstatt genutzt werden. Die Nebengebäude sind als zweigeschossige Holzbauten in Skelettbauweise konzipiert und haben insgesamt rund 2000 m² Grundfläche. Die Innenwände des Globe und seiner drei Nebengebäude bestehen im Regelfall aus Brettsperrholz. Für den Rundbau und die Nebengebäude werden insgesamt rund 3400 m³ Brettsperrholz, 400 m³ Brettschichtholz und 80 t Baustahl verarbeitet. Die rund 1000 Holzlamellenelemente des Bühnenhauses sind an einer rund 1,5 m breiten, vorgesetzten Stahlkonstruktion befestigt, haben einen Querschnitt von 14 mal 30 cm und sind bis zu 5 m lang. 24 große Fenster belichten das viergeschossige Foyer.